# 怒江天胡荽
怒江天胡荽（学名：Hydrocotyle salwinica）为伞形科天胡荽属下的一个种。

## 扩展阅读
- 維基物種上的相關：怒江天胡荽